# Leonard Van Baelen
Leonard Van Baelen (Herselt, 25 november 1932 - Herentals, 7 juli 2007) was een Vlaamse pater kapucijn en missionaris.

## Levensloop
Van Baelen trad onder de naam Valerianus in bij de orde van de minderbroeders-kapucijnen op 17 september 1952 en werd priester gewijd te Izegem op 27 juni 1958. 
Hij doceerde theologie in Lovanium, de universiteit van Kinshasa. 
In 1969 trok hij naar de kleine Noord-Congolese missiepost Bwamanda, op dat moment een verlaten streek waar de overheid niet aanwezig was. De Congolezen leefden er in erbarmelijke omstandigheden. Hij richtte de niet-gouvernementele organisatie CDI-Bwamanda (Centre de Développement Intégral) op, samen met dokter Bart Van Mullem en landbouwingenieur Jacqueline Vanheers. De ngo zorgde in de streek voor eerlijke handel en ook voor de bouw van wegen, ziekenhuizen en scholen. In 2010 werd de Belgische tak van de ngo hernoemd naar Congodorpen vzw.
De organisatie zorgde ervoor dat de boeren een eerlijke prijs kregen voor hun producten. CDI lag mee aan de basis van het keurmerk Max Havelaar.
De organisatie is nog steeds actief in Congo. Ze gaf aan zo'n 50.000 boeren werk, zorgde voor eerlijke handel en voor de bouw van scholen, wegen en ziekenhuizen.
Pater Leonard keerde in 2006 definitief terug naar België en overleed in 2007. 

## Eerbetoon
In 2003 riep het Amerikaanse blad Time Magazine hem uit tot een van de twintig Europese helden van het jaar. Hij stond in het lijstje met onder meer zanger Bono van de rockband U2 en voetballer David Beckham.
De Pater Van Baelenstraat in Morkhoven is naar hem genoemd.